# Allodium
Alodium, také alod nebo allod je staré označení pro úplné vlastnictví nemovitostí a statků, s nimiž mohl alodiální vlastník nakládat zcela volně, mohl je užívat i zcizovat, původně dokonce aniž by z nich platil daně. Alod je tedy protikladem držení feudálního čili léna, jež zůstávalo ve vlastnictví lenního pána a leník měl pouze právo užívání, často spojené s různými povinnostmi vůči lennímu pánovi.
Konkrétní vlastnické vztahy byly zakotveny v právním systému příslušnému dané lokalitě a historické době a jejich písemná evidence zakládala a dosud zakládá právní kontinuitu vztahů k majetku. Na to navazovaly daňová správa, dědické nároky, prodej a koupě aj. podle příslušných právních norem.

## Původ a rozšíření
Slovo alod snad svědčí o germánském původu, pokud je skutečně odvozeno od slov all (celý, úplný) a ódh (majetek). Alod se také vyskytoval u všech germánských národů, s výjimkou Velké Británie, kde dodnes platí, že všechna země v principu patří Koruně. Běžný způsob vlastnění, takzvaná fee simple, však dnes omezuje vlastníka jen v tom, že nemovitost může být vyvlastněna za náhradu a že se z ní platí daně. Se zánikem feudálních vztahů pojem alod ztratil na významu a pokud se ještě používá, znamená prostě „plné vlastnictví“.
V historii Zemí koruny české a v souvisejícím období Habsburské monarchie se vytvořily a uplatňovaly tyto druhy vlastnictví:
1. státní – královské, komorní
2. veřejné – majetky obcí, měst atp.
3. církevní – majetky arcibiskupské, biskupské, klášterní (řádové), benefiční, kostelní apod.
4. soukromé, které se do roku 1924 obvykle dělily na formu fideikomisní (svěřenskou), u které majetek přecházel jen na členy určité rodiny, rodu (aby bylo zabráněno jeho drobení), nebo alodiální s možnosti volného nakládání.
5. družstevní – vzniklé podle zákona č. 70/1873 ř. z. z majetku fyzických a později i právnických osob (obcí).

Alodiální statky v Československu vznikaly nově zejména v rámci pozemkové reformy od roku 1921.
Podle zákona o zrušení svěřenectví z roku 1924 byly převedeny specifikované fideikomisy na alodiální formu držby, často do vlastnictví obcí a měst.